# Axiarcha
Axiarcha là một chi bướm đêm thuộc họ Cosmopterigidae.